# Jörg Zander
Pour les articles homonymes, voir Zander.
Jörg Zander, né le 15 février 1964 à Ratingen, est un ingénieur allemand.

## Biographie
Diplômé de l'université de Cologne en 1990, Jörg Zander rejoint Toyota. Après une courte période passée dans l'univers des voitures de tourisme, il retourne auprès du constructeur japonais qui prépare son arrivée en Formule 1, puis rejoint l'écurie British American Racing en 2003.
En septembre 2005, il est recruté en tant que designer en chef par Williams F1 Team, en remplacement de Gavin Fisher, licencié en raison des mauvaises performances de l'écurie. Il collabore alors avec l'aérodynamicien Loïc Bigois, sous la supervision du directeur technique Sam Michael. Six mois plus tard, il quitte Williams pour des raisons personnelles, et intègre BMW Sauber F1 Team en tant que designer en chef, travaillant sous la houlette de Willy Rampf.
En juillet 2007, il est annoncé en partance pour Honda Racing F1 Team. Immédiatement suspendu de ses fonctions par BMW Sauber, il rejoint l'écurie japonaise. Alors directeur technique de l'équipe de Brackley jusqu'à son rachat par Ross Brawn en 2009, il quitte Brawn GP Formula One Team pour raisons personnelles en juin 2009. Il fonde ensuite JZ Engineering, sa propre entreprise d’ingénierie automobile. En octobre 2011, il entre en négociations avec Hispania Racing F1 Team pour le poste de directeur technique, mais les pourparlers échouent.
En 2015, Zander rejoint Audi Sport et travaille pour l'écurie d'endurance. En 2017, il fait son retour en Formule 1 en tant que directeur technique de Sauber où il gère la conception de la Sauber C37 engagée dans le cadre du championnat du monde de Formule 1 2018.